# Bodo Guthmüller
Bodo Guthmüller (* 27. April 1937 in Wiera; † 2. April 2020) war ein deutscher Romanist.

## Leben
Nach der Promotion zum Dr. phil. am 29. Juli 1964 in Marburg und der Habilitation an der Universität Marburg 1972 war er von 1974 bis 1978 als Leiter des Deutschen Studienzentrums in Venedig. Von 1980 bis 2002 lehrte er als Ordinarius Romanistik in Marburg.
Sein Forschungsschwerpunkt war der italienische Renaissancehumanismus.

## Schriften (Auswahl)
- Die Rezeption Mussets im Second Empire. Frankfurt am Main 1973, ISBN 3-7610-0217-3.
- Ovidio metamorphoseos vulgare. Formen und Funktionen der volkssprachlichen Wiedergabe klassischer Dichtung in der italienischen Renaissance. Boppard am Rhein 1981, ISBN 3-7646-1779-9.
- Libro e Basilica su 'Description de San Marco' di Michel Butor. Venezia 1982, OCLC 83021840.
- Studien zur antiken Mythologie in der italienischen Renaissance. Weinheim 1986, ISBN 3-527-17551-2.